# Diecezja Zhengding
Diecezja Zhengding (łac. Dioecesis Cemtimensis, chiń. 天主教正定教区) – rzymskokatolicka diecezja ze stolicą w Zhengdingu (biskupi rezydują w Wuqiu), w prefekturze miejskiej Shijiazhuang, w prowincji Hebei, w Chińskiej Republice Ludowej. Biskupstwo jest sufraganią archidiecezji pekińskiej.
Obecnie jest to diecezja "podziemna". Jej nazwa używana przez rząd to Shijiazhuang.

## Historia
2 kwietnia 1856 z mocy decyzji Piusa IX erygowany został wikariat apostolski Południowo-Zachodniego Zhili. Dotychczas wierni z tych terenów należeli do diecezji pekińskiej (obecnie archidiecezja pekińska). Od początku istnienia jednostki prym wśród misjonarzy wiedli lazaryści.
15 kwietnia 1924 odłączono część wikariatu, która weszła w skład powstałej w tym dniu prefektury apostolskiej Lixian (obecnie diecezja Anguo).
3 grudnia 1924 zmieniono nazwę na wikariat apostolski Zhengdingfu.
18 marca 1929 z wikariatu wyłączono prefekturę apostolską Zhaoxianu (obecnie diecezja Zhaoxian), a w 1933 prefekturę apostolską Shundefu (obecnie diecezja Xingtai).
W wyniku reorganizacji chińskich struktur kościelnych, dokonanych przez Piusa XII bullą Quotidie Nos, 11 kwietnia 1946 wikariat apostolski Zhengdingfu został podniesiony do godności diecezji i przyjął obecną nazwę.
Z 1948 pochodzą ostatnie pełne, oficjalne kościelne statystyki. Diecezja Zhengding liczyła wtedy:
- 52 000 wiernych (1,3% społeczeństwa)
- 53 kapłanów (wszyscy diecezjalni)
- 35 braci i 121 sióstr zakonnych

Od zwycięstwa komunistów w chińskiej wojnie domowej w 1949 diecezja, podobnie jak cały prześladowany Kościół katolicki w Chinach, nie może normalnie działać.

## Diecezja obecnie
Biskupem Zhengdingu jest Julius Jia Zhiguo. Należy on do Kościoła "podziemnego". Dlatego nie jest uznawany przez komunistyczne władze. Ma natomiast uznanie Stolicy Apostolskiej. Za wierność papieżowi był wielokrotnie aresztowany. Do 2002 spędził 20 lat w więzieniach i obozach pracy przymusowej. Obecnie jest systematycznie represjonowany. Co miesiąc zatrzymywany jest przez władze w areszcie co najmniej na tydzień. Od 1989 przebywa w areszcie domowym i jest nieustannie nadzorowany przez policję. Ma również całkowity zakaz kontaktowania się z podległymi mu kapłanami i pracującymi na terenie Hebei zakonnicami. Na przełomie 2009 i 2010 spędził w więzieniu 15 miesięcy. Następnie komuniści zaczęli naciskać w sprawie zamknięcia założonego i prowadzonego wspólnie z siostrami zakonnymi przez biskupa sierocińca dla ok. 100 niepełnosprawnych dzieci. Władze twierdzą, że sierociniec działał nielegalnie. Jest on jednak ceniony przez ludność. W grudniu 2010 poinformowano biskupa, że w przypadku braku zgody na oddanie dzieci pod opiekę władz i na rozproszenie sióstr zakonnych poddany zostanie "politycznym sesjom" (czyli praniu mózgu), w których już był zmuszony uczestniczyć.
Bp Jia Zhiguo jest postacią bardzo znaną i kluczową dla chińskiego Kościoła podziemnego. Cieszy się ogromnym autorytetem ze względu na zdecydowaną obronę zasad wiary katolickiej, jasne stanowisko w sprawach dotyczących relacji Kościół-państwo i moralności życia politycznego.
Oprócz biskupa represjom podlegają księża i seminarzyści odmawiający wstąpienia do Patriotycznego Stowarzyszenia Katolików Chińskich. Zdarzają się przypadki zamykania kościołów przez władze państwowe. Niekiedy msze święte odprawiane są przed świtem, aby uniknąć spotkań księży z funkcjonariuszami służby bezpieczeństwa. Tymczasem według miejscowych księży i innych znawców przedmiotu, prześladowania przynoszą wyniki odwrotne od oczekiwanych przez socjalistów - wśród wiernych wzrasta pobożność oraz poczucie przynależności i odpowiedzialności za Kościół.
Do 2008 antybiskupem (według komunistycznych władz biskupem Shijiazhuang) był Paul Jiang Taoran. W 1989 przyjął on sakrę bez mandatu Stolicy Apostolskiej. W 2008 pojednał się jednak z papieżem rezygnując z rządów oficjalną diecezją. Benedykt XVI uznał wtedy jego sakrę za zgodą bp Jia Zhiguo. Stolica Święta nie przydzieliła mu diecezji lecz podporządkowała ordynariuszowi Zhengdingu Juliusowi Jia Zhiguo. Z powodu powrotu na łono Kościoła bp. Jiang Taoran był pod ciągłą kontrolą służb bezpieczeństwa, nie mógł poruszać się swobodnie po diecezji ani publicznie sprawować sakramentów. Zmarł 15 listopada 2010. Władze zabroniły udziału w pogrzebie innym biskupom. Bp Jia Zhiguo odprawił w Zhengding mszę świętą w intencji zmarłego.
Obecnie diecezja liczy ponad 150 000 wiernych, 60 kościołów i kaplic, 100 kapłanów, 60 seminarzystów i wiele sióstr zakonnych z różnych zgromadzeń.

## Biskupi
lista od 1946

### Biskupi Zhengdingu
- Giobbe Chen Chiming CM (11 kwietnia 1946 - 10 czerwca 1959) wcześniej wikariusz apostolski od 5 stycznia 1939
- sede vacante (być może urząd sprawował biskup(i) Kościoła podziemnego)
- Julius Jia Zhiguo (1981 - nadal)

### Antybiskupi
- Andrew Liu Anzhi CM (1962 – 1970[10])
- Paul Jiang Taoran (1989 – 2008) pojednał się z papieżem